# Mixquiapan
Mixquiapan, es una localidad de México perteneciente al municipio de Acatlán en el estado de Hidalgo.

## Toponimia
Mizqui-apan, en Náhuatl; río de los mezquites; mizquitl y apan. Mixqui-a-pan, se compone de mixquilt, mezquite, atl, agua, ó río, y de pan, en; significa: "En agua ó río de los mezquites".

## Geografía
Se encuentra en la región del Valle de Tulancingo, la localidad se encuentra localizada en las coordenadas geográficas 20°8′32.216″N 98°28′56.733″O / 20.14228222, -98.48242583, con una altitud de 2399 m s. n. m. Se encuentra a una distancia aproximada de 5.60 kilómetros al oeste de la cabecera municipal, Acatlán.
En cuanto a fisiografía se encuentra dentro de la provincia del Eje Neovolcánico dentro de la subprovincia de Llanuras y Sierras de Querétaro e Hidalgo; su terreno es de sierra y lomerío. En lo que respecta a la hidrología se encuentra posicionado en la región del Pánuco, en la cuenca del río Moctezuma, en la subcuenca de Metztitlán. Con un clima templado subhúmedo con lluvias en verano, de humedad media.

## Demografía
En 2020 registró una población de 682 personas, lo que corresponde al 3.06 % de la población municipal. De los cuales 312 son hombres y 370 son mujeres. Tiene 155 viviendas particulares habitadas.
| Gráfica de evolución demográfica de Mixquiapan entre 1900 y 2020                             |
|                                                                                              |
| Población de los censos y conteos del Instituto Nacional de Estadística y Geografía (INEGI). |